# Professore lucasiano di matematica
Professore lucasiano di matematica è l'espressione usata per identificare il docente titolare della cattedra di matematica (Lucasian Chair of Mathematics) all'Università di Cambridge, in Inghilterra.

## Storia
L'aggettivo "lucasiano" trae origine dal nome del reverendo Henry Lucas, il quale rappresentò l'università di Cambridge alla Camera dei comuni dal 1640 al 1648 e, alla sua morte nel 1663, lasciò in eredità parte dei suoi beni alla stessa università per l'istituzione di una cattedra di matematica.
L'istituzione di tale cattedra fu ratificata ufficialmente da Carlo II d'Inghilterra il 18 gennaio 1664. Nelle disposizioni testamentarie, Lucas precisava che il titolare della cattedra non avrebbe dovuto essere necessariamente membro della Chiesa anglicana. Isaac Newton, titolare della cattedra nel 1669, fu perciò dispensato dal re Carlo II dal prendere gli ordini sacri, requisito obbligatorio per gli aspiranti fellow nelle università inglesi dell'epoca, e tale privilegio rimase valido anche per i successori di Newton.
Da luglio 2015 la cattedra è occupata da Mike Cates, docente di fisica della materia soffice condensata. 
| #  | Anno di nomina | Anni                  | Nome                                | Specialità           | Ritratto |
| -- | -------------- | --------------------- | ----------------------------------- | -------------------- | -------- |
| 1  | 1663           | 6                     | Isaac Barrow (1630 – 1677)          | Matematico           |          |
| 2  | 1669           | 33                    | Isaac Newton (1642 – 1726)          | Matematico e fisico  |          |
| 3  | 1702           | 9                     | William Whiston (1667 – 1752)       | Matematico           |          |
| 4  | 1711           | 28                    | Nicholas Saunderson (1682 – 1739)   | Matematico           |          |
| 5  | 1739           | 21                    | John Colson (1680 – 1760)           | Matematico           |          |
| 6  | 1760           | 38                    | Edward Waring (1736 – 1798)         | Matematico           |          |
| 7  | 1798           | 22                    | Isaac Milner (1750 – 1820)          | Matematico e chimico |          |
| 8  | 1820           | 2                     | Robert Woodhouse (1773 – 1827)      | Matematico           |          |
| 9  | 1822           | 4                     | Thomas Turton (1780 – 1864)         | Matematico           |          |
| 10 | 1826           | 2                     | George Biddell Airy (1801 – 1892)   | Astronomo            |          |
| 11 | 1828           | 11                    | Charles Babbage (1791 – 1871)       | Matematico           |          |
| 12 | 1839           | 10                    | Joshua King (1798 – 1857)           | Matematico           |          |
| 13 | 1849           | 54                    | George Gabriel Stokes (1819 – 1903) | Fisico               |          |
| 14 | 1903           | 29                    | Joseph Larmor (1857 – 1942)         | Fisico               |          |
| 15 | 1932           | 37                    | Paul Dirac (1902 – 1984)            | Fisico               |          |
| 16 | 1969           | 10                    | James Lighthill (1924 – 1998)       | Fisico               |          |
| 17 | 1979           | 30                    | Stephen Hawking (1942 – 2018)       | Fisico e cosmologo   |          |
| 18 | 2009           | 6                     | Michael Green (1946 - )             | Fisico               |          |
| 19 | 2015           | 10 (al 9 agosto 2025) | Michael Cates (1961 - )             | Fisico               |          |